# ADL (artist)
Adam Jewelle Baptiste alias ADL född 8 februari 1973 i Sverige, är en svensk-trinidadisk rappare. Baptiste är född till en svensk mamma och en far från Trinidad och Tobago. Han introducerades till hiphopen i tio-årsåldern då hans styvfar som amerikansk soldat var stationerad i Tyskland. Namnet ADL kommer från kepsmärket på en amerikansk soldat som han träffade i Tyskland, vars rap gjorde intryck på ADL.[källa behövs] Genom åren har namnet ADL fått olika betydelser, bland annat "Adam Den Lille", "A Day in Life", och nu går han under namnet "Anti Dollar League".
ADL släppte i slutet av 1980-talet låten Unity med danska Solid Posse. 1993 fick han en hit på New York radion med låten Daddy som samplade Aaron Hall s Don't be afraid från soundtracket till filmen Juice. Han har också släppt flera musikalbum och singlar med bland annat Stonefunkers, Stockholms-kollektivet "Blacknuss" som bland annat släppte singeln Last Night The DeeJay Saved My Life, Booty Cologne, Dinah och även med producenten "Freddie Cruger" (även känd som "Red Astaire"). 
ADL släppte sitt första musikalbum Extreme Paranoia in Stocktown i maj 1996 under artistgruppnamnet Absent Minded. Musikproducenten Vladi C (Vladimir Carrasco) var en så kallad "silent member" i denna konstellation med ADL som frontperson. Från gruppens debutalbum som gavs ut på Gordon Cyrus skivbolag Breakin' Bread
 gavs de tre singlarna Topics, Alright och Child's play' ut. 
Detta hade föregåtts av att singeln Alright givits ut under 1995 och hittat en medveten initierad urban publik. Detta ledde i sin tur till att låten valdes ut att ingå i en TV-reklamfilm för en parfym knutet till ett globalt modemärke. Något som spred Absent Minded till en bredare publik. De uppträdde även med singeln på Stina & Lennart i TV4. 
På den svenske rapparen Petters album har han bidraget en del, bland annat i spåren Ey Yo och Rostig Kärlek. ADL har också medverkat på låten (Det Finns) Ingen Kärlek Kvar med Kaah som släpptes 2000.
2014 samarbetade ADL med artisterna Timbuktu och Adam Kanyama på singeln A Till A
2015 gav ADL för första gången ut en egenskriven låt på svenska - singeln Svart kaffe. En låt han uppträdde med på Grammis 25 februari 2015.

## Singlar
- "Medicine" (2014)
- "Svart kaffe" (2015)
- "Forever börjar här" (feat. Joakim Berg) (2015)